# Volvo XC90
Volvo XC90 je SUV, které od roku 2002 vyrábí švédská automobilka Volvo.
Automobil se vyrábí ve švédském městě Torslanda a malajsijském městě Shah Alam. Poprvé byl představen na Detroitském autosalonu v roce 2002. Jedná se o nejprodávanější model automobilky. V roce 2003 vyhrál titul Severoamerické Auto roku v kategorii Sport/Utility.
Vůz má motor vpředu a pohon všech kol.

## Motory
- 2,5 l 210 k přeplňovaný
- 2,9 l (272 k), 3,2 l 238 k
- 4,4 l 315 k V8
- 2,4 l 185 k (136 kW) Diesel
- 2,4 l 163 k (120 kW) Diesel
- 2,4 l 147 kW Diesel (155 kW Polestar)

## Rozměry
- Rozvor: 2857 mm (v letech 2005 až 2006 měl vůz rozvor 2859 mm)
- Délka: 4821 mm (do roku 2006), 4807 mm
- Šířka: 1909 mm
- Výška: 1784 mm